# Colocleora expansa
Colocleora expansa là một loài bướm đêm trong họ Geometridae.